# Futbol'nyj Klub Tosno 2015-2016
Questa voce raccoglie rosa, risultati e statistiche del Tosno nella stagione 2015-2016.

## Stagione
La squadra concluse al settimo posto in campionato, peggiorando il piazzamento della stagione precedente; in coppa il cammino della squadra si è fermato agli ottavi di finale.

## Rosa
| N. |                       | Ruolo | Calciatore                |
| -- | --------------------- | ----- | ------------------------- |
| 1  | Russia (bandiera)     | P     | Eduard Baychora           |
| 2  | Russia (bandiera)     | D     | Guram Tetrašvili          |
| 5  | Russia (bandiera)     | D     | Aleksej Aravin            |
| 8  | Russia (bandiera)     | C     | Maksim Astafjev           |
| 9  | Russia (bandiera)     | C     | Rustem Muchametšin        |
| 10 | Russia (bandiera)     | A     | Michail Komkov            |
| 13 | Russia (bandiera)     | C     | Andrey Bochkov            |
| 15 | Russia (bandiera)     | A     | Vladimir Dmitrievič Il'in |
| 16 | Polonia (bandiera)    | D     | Marcin Kowalczyk          |
| 17 | Russia (bandiera)     | A     | Anton Zabolotnyj          |
| 18 | Montenegro (bandiera) | C     | Mladen Kašćelan           |
| 20 | Russia (bandiera)     | D     | Evgenij Markov            |

| N. |                       | Ruolo | Calciatore            |
| -- | --------------------- | ----- | --------------------- |
| 21 | Uzbekistan (bandiera) | C     | Vagiz Galiulin        |
| 22 | Russia (bandiera)     | P     | Artur Nigmatullin     |
| 23 | Ucraina (bandiera)    | C     | Stanislav Prychynenko |
| 24 | Russia (bandiera)     | C     | Andrey Pazin          |
| 25 | Russia (bandiera)     | D     | Mikhail Smirnov       |
| 28 | Russia (bandiera)     | D     | Sergej Sucharev       |
| 33 | Russia (bandiera)     | D     | Ilya Gultyaev         |
| 48 | Russia (bandiera)     | A     | Aleksandr Kut'in      |
| 77 | Russia (bandiera)     | C     | Nika Chkhapelia       |
| 86 | Russia (bandiera)     | C     | Grigorij Čirkin       |
| 90 | Russia (bandiera)     | P     | Evgeni Kobozev        |
| 91 | Russia (bandiera)     | P     | Vasili Lukichev       |

## Risultati

### Campionato
| San Pietroburgo 11 luglio 2015 1ª giornata | Tosno | 1 – 0 referto | Fakel Voronež | SK Petrovskij (MSA) |

| San Pietroburgo 16 luglio 2015 2ª giornata | Tosno | 1 – 0 referto | Bajkal Irkutsk | SK Petrovskij (MSA) |

| San Pietroburgo 20 luglio 2015 3ª giornata | Tosno | 1 – 2 referto | Zenit-2 | SK Petrovskij (MSA) |

| Tula 27 luglio 2015 4ª giornata | Arsenal Tula | 3 – 1 referto | Tosno | Stadio Arsenal |

| Armavir 3 agosto 2015 5ª giornata | Armavir | 0 – 0 referto | Tosno | Stadion Junost' |

| Tomsk 10 agosto 2015 6ª giornata | Tom' Tomsk | 3 – 2 referto | Tosno | Trud Stadium |

| Orenburg 17 agosto 2015 7ª giornata | Gazovik Orenburg | 3 – 1 referto | Tosno | Stadio Gazovik |

| Jaroslavl' 23 agosto 2015 8ª giornata | Šinnik | 2 – 1 referto | Tosno | Stadio Šinnik |

| Astrachan' 31 agosto 2015 9ª giornata | Volgar' Astrachan' | 1 – 0 referto | Tosno | Stadio Centrale di Kazan' |

| San Pietroburgo 6 settembre 2015 10ª giornata | Tosno | 2 – 2 referto | Enisej | SK Petrovskij (MSA) |

| Tjumen' 14 settembre 2015 11ª giornata | Tjumen' | 1 – 0 referto | Tosno | Stadio Geolog |

| San Pietroburgo 21 settembre 2015 12ª giornata | Tosno | 0 – 2 referto | Luč-Ėnergija | SK Petrovskij (MSA) |

| Chabarovsk 28 settembre 2015 13ª giornata | SKA-Ėnergija | 0 – 1 referto | Tosno | Stadion SKA DVO im. V. I. Lenina |

| San Pietroburgo 4 ottobre 2015 14ª giornata | Tosno | 1 – 0 referto | Sokol Saratov | Stadio Petrovskij |

| Nižnij Novgorod 11 ottobre 2015 15ª giornata | Volga Nižnij Novgorod | 1 – 1 referto | Tosno | Stadio Lokomotiv |

| San Pietroburgo 15 ottobre 2015 16ª giornata | Tosno | 0 – 1 referto | Sibir' | SK Petrovskij (MSA) |

| Kaliningrad 19 ottobre 2015 17ª giornata | Baltika | 1 – 3 referto | Tosno | Stadio Baltika |

| San Pietroburgo 25 ottobre 2015 18ª giornata | Tosno | 1 – 2 referto | KAMAZ | SK Petrovskij (MSA) |

| Mosca 1º novembre 2015 19ª giornata | Spartak-2 Mosca | 3 – 1 referto | Tosno | Stadio CUSK Spartak |

| Krasnojarsk 8 novembre 2015 20ª giornata | Bajkal Irkutsk | 0 – 2 referto | Tosno | Manež Futbol-Arena Enisej |

| San Pietroburgo 15 novembre 2015 21ª giornata | Zenit-2 | 2 – 1 referto | Tosno | SK Petrovskij (MSA) |

| San Pietroburgo 20 novembre 2015 22ª giornata | Tosno | 2 – 3 referto | Arsenal Tula | SK Petrovskij (MSA) |

| San Pietroburgo 25 novembre 2015 23ª giornata | Tosno | 1 – 0 referto | Armavir | SK Petrovskij (MSA) |

| San Pietroburgo 29 novembre 2015 24ª giornata | Tosno | 3 – 1 referto | Tom' Tomsk | SK Petrovskij (MSA) |

| San Pietroburgo 12 marzo 2016 25ª giornata | Tosno | 0 – 1 referto | Gazovik Orenburg | SK Petrovskij (MSA) |

| San Pietroburgo 16 marzo 2016 26ª giornata | Tosno | 2 – 0 referto | Šinnik | SK Petrovskij (MSA) |

| San Pietroburgo 20 marzo 2016 27ª giornata | Tosno | 2 – 2 referto | Volgar' Astrachan' | SK Petrovskij (MSA) |

| Krasnojarsk 27 marzo 2016 28ª giornata | Enisej | 1 – 3 referto | Tosno | Manež Futbol-Arena Enisej |

| San Pietroburgo 2 aprile 2016 29ª giornata | Tosno | 2 – 4 referto | Tjumen' | SK Petrovskij (MSA) |

| Vladivostok 7 aprile 2016 30ª giornata | Luč-Ėnergija | 0 – 1 referto | Tosno | Stadio Dinamo |

| Velikij Novgorod 11 aprile 2016 31ª giornata | Tosno | 3 – 2 referto | SKA-Chabarovsk | Stadio Centrale di Kazan' |

| Saratov 18 aprile 2016 32ª giornata | Sokol Saratov | 3 – 2 referto | Tosno | Stadio Lokomotiv |

| Velikij Novgorod 25 aprile 2016 33ª giornata | Tosno | 1 – 0 referto | Volga Nižnij Novgorod | Stadio Centrale di Kazan' |

| Novosibirsk 2 maggio 2016 34ª giornata | Sibir' | 1 – 2 referto | Tosno | Spartak Stadium |

| Velikij Novgorod 6 maggio 2016 35ª giornata | Tosno | 3 – 1 referto | Baltika | Stadio Centrale di Kazan' |

| Naberežnye Čelny 10 maggio 2016 36ª giornata | KAMAZ | 3 – 0 referto | Tosno | Belyj Medved' Arena |

| Velikij Novgorod 15 maggio 2016 37ª giornata | Tosno | 6 – 1 referto | Spartak-2 Mosca | Stadio Centrale di Kazan' |

| Voronež 21 maggio 2016 38ª giornata | Fakel Voronež | 1 – 3 referto | Tosno | Central'nyj stadion profsojuzov |

### Coppa di Russia
| Pskov 27 agosto 2015 | Pskov-747 | 0 – 1 referto | Tosno | Stadion SK 747 |

| San Pietroburgo 24 settembre 2015 | Tosno | 1 – 0 referto | Rostov | SK Petrovskij (MSA) |

| San Pietroburgo 28 ottobre 2015 | Zenit San Pietroburgo | 5 – 0 referto | Tosno | Stadio Petrovskij |